# 井上健一郎
井上 健一郎（いのうえ けんいちろう）は、日本の医師、医学者（環境免疫毒性学・呼吸器病学・アレルギー学）。学位は博士（医学）（京都府立医科大学・2004年）。静岡県立大学健康支援センター分所長・看護学部教授・大学院看護学研究科教授。
独立行政法人国立環境研究所環境健康研究領域保健指標研究室主任研究員、独立行政法人国立環境研究所環境健康研究領域生体影響評価研究室主任研究員、独立行政法人国立環境研究所環境健康研究領域生体影響評価研究室室長、北里大学薬学部教授、国際医療福祉大学保健医療学部教授、静岡県立大学健康支援センター副センター長などを歴任した。

## 来歴

### 生い立ち
山梨医科大学に進学し、医学部にて学んだ。1995年3月、山梨医科大学を卒業した。その後、京都府立医科大学附属病院や松下記念病院などで内科臨床に従事した。また、京都府立医科大学の大学院に進学し、医学研究科にて学んだ。2001年3月、京都府立医科大学の大学院を中途退学した。なお、2004年7月9日には、京都府立医科大学より博士（医学）の学位を取得している。

### 研究者として
大学院中途退学後は、医学者として研究に従事した。2003年には、環境省が所管する独立行政法人だった国立環境研究所にて、PM2.5・DEP研究プロジェクトグループの毒性影響評価チームに属する研究員となった。2005年には、国立環境研究所の環境健康研究領域にて、保健指標研究室の主任研究員に昇任した。2006年からは、国立環境研究所の環境健康研究領域にて、生体影響評価研究室の主任研究員を務めた。2007年4月には、生体影響評価研究室の室長に昇任した。なお、国立環境研究所との連携大学院方式で運営される研究科が筑波大学に設置されていたことから、筑波大学の准教授にも併任されていた。2010年4月、北里大学に転じて、薬学部の教授に就任した。2012年3月には国際医療福祉大学に転じ、保健医療学部の教授に就任した。2015年4月には静岡県立大学に転じ、看護学部の教授に就任した。看護学部においては、主として看護学科の講義を担当した。また、静岡県立大学の大学院においては、看護学研究科の教授も兼務することとなった。看護学研究科においては、主として看護学専攻の講義を担当した。また、静岡県立大学に転じた2015年より健康支援センターにて副センター長を兼務するなど、学内の役職も歴任した。

## 研究
専門は医学であり、特に環境免疫毒性学、呼吸器病学、アレルギー学といった分野を研究している。具体的には、呼吸器やアレルギー応答などに対して、環境ストレスがどのような影響を与えるかといった研究に従事している。また、学術雑誌の編集員も務めており、2005年からは『Recent Patents on Anti-Cancer Drug Discovery』にて、2009年からは『The Open Lung Cancer Journal』にて、それぞれ編集委員会の一員として名を連ねた。新型コロナウイルス感染症の世界的流行に際しては、『Critical Care』、『Preventive Medicine』、『American Journal of Respiratory and Critical Care Medicine』、『American Journal of Respiratory Cell and Molecular Biology』、といった学術雑誌にて新型コロナウイルス感染症に関する論文を発表した。
これまでの業績に対しては、2006年11月には日本エンドトキシン研究会奨励賞を、2008年6月には日本呼吸器学会奨励賞を、2009年3月にはNIES賞を、2009年10月にはメタロチオネインおよびメタルバイオサイエンス研究会奨励賞を、それぞれ受賞している。
学術団体としては、日本内科学会、日本呼吸器学会、日本衛生学会、日本アレルギー学会、日本エンドトキシン・自然免疫研究会などに所属している。日本Shock学会の評議員、日本エンドトキシン・自然免疫研究会の理事、日本衛生学会の編集委員など、学術団体の役職も務めた。

## 略歴
- 1995年 - 山梨医科大学医学部卒業。
- 2001年 - 京都府立医科大学大学院医学研究科中途退学。
- 2003年 - 国立環境研究所PM2.5・DEP研究プロジェクトグループ毒性影響評価チーム研究員。
- 2005年 - 国立環境研究所環境健康研究領域保健指標研究室主任研究員。
- 2006年 - 国立環境研究所環境健康研究領域生体影響評価研究室主任研究員。
- 2007年 - 国立環境研究所環境健康研究領域生体影響評価研究室室長。
- 2010年 - 北里大学薬学部教授。
- 2012年 - 国際医療福祉大学保健医療学部教授。
- 2015年 - 静岡県立大学看護学部教授。
- 2015年 - 静岡県立大学大学院看護学研究科教授。
- 2015年 - 静岡県立大学健康支援センター副センター長。

## 賞歴
- 2006年 - 日本エンドトキシン研究会奨励賞。
- 2008年 - 日本呼吸器学会奨励賞。
- 2009年 - NIES賞。
- 2009年 - メタロチオネインおよびメタルバイオサイエンス研究会奨励賞。